# Виджевано
Видже́вано (итал. Vigevano [viˈʤɛvano], ломб. Avgévan, Vigévan) — итальянский город в провинции Павия, расположенный в местности Ломеллина, известной своими рисовыми полями.
Население составляет 59 964 человека (на 2004 г.), плотность населения — 667 чел./км². Занимает площадь 82 км². Почтовый индекс — 27029. Телефонный код — 0381.

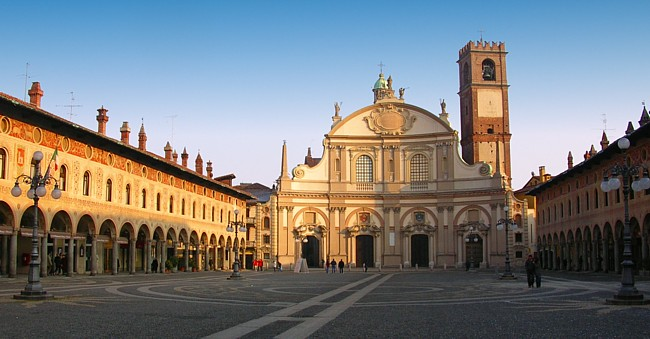
Собор (1532—1609) на пьяцца Дукале

Покровителями города почитаются святитель Амвросий Медиоланский и Беато Маттео Каррери, празднование в понедельник после второго воскресения октября.
Впервые появляется в истории в X веке в связи с охотничьими забавами короля Ардуина. До 1328 г. Виджевано — самостоятельный город гибеллинской ориентации, затем владение миланских герцогов дома Висконти.
Лодовико Сфорца построил на холме в Виджевано замок (1492—1494) в стиле, переходном от готики к ренессансу. В замке Сфорцеско достойны примечания спроектированная Браманте часовая башня, «дамская лоджия» Беатриче д’Эсте и крытая подъездная галерея для экипажей.
Одновременно с замком была разбита герцогская площадь, или пьяцца Дукале — яркое воплощение градостроительных идеалов кватроченто (предположительно, проект составил Антонио Филарете).

## Города-побратимы
- Вэньчжоу, Китай
- Фикарра, Италия
- Матера, Италия

## Известные жители
- Элеонора Дузе — актриса.
- Лодовико Сфорца — герцог Милана из династии Сфорца.
- Вито Паллавичини — знаменитый поэт-песенник.